# Big Four (revision)
För andra betydelser av Big Four, se Big Four
Big Four är en benämning som ofta används i dagligt språkbruk som hänvisning till de fyra största internationella revisionsorganisationerna. De revisionsfirmor som omfattas av beteckningen är PwC, Ernst & Young (EY), Deloitte och KPMG.
De globala revisionsorganisationerna utmärks av internationellt samarbete mellan nationella revisionsföretag som ofta är ägda av lokala medarbetare. De samarbetar inom metodikutveckling, utbildning och marknadsföring. Stora revisions- och konsultuppdrag erbjuds kunder som är verksamma i många länder och utförs lokalt av medarbetare från de deltagande nationella medlemsfirmorna.
Antalet var tidigare sex respektive fem. Fram till 1998 talade man om Big Six. Det året fusionerades Price Waterhouse med Coopers & Lybrand och bildade PwC. Fram till 2002 när Arthur Andersen kollapsade i kölvattnet av Enronkonkursen benämndes gruppen Big Five.
Det finns många landsöverskridande revisionsorganisationer som är mindre än Big Four med varierande grad av integration. De mest betydande av de något mindre organisationerna är Grant Thornton International och BDO som båda är globala aktörer. Inom EU har dock "Big Four" tillsammans en uppskattad marknadsandel på 90 % av revision av de företag som är börsnoterade. Koncentrationen av marknaden till fyra stora aktörer har framhållits som en risk för samhället av EU-kommissionen. Revisionsverksamheten bedöms vara av stor samhällsnytta och var och en av de fyra stora har på grund av sin storlek pekats ut som alltför systemviktiga. 